# بيزنس فرنسا

شعار الوكالة

بيزنس فرانس هي مؤسسة عامة فرنسية ذات طابع صناعي وتجاري تم إنشاؤها في 1 يناير 2015 من خلال اندماج بين "يونيفرانس" و "الوكالة الفرنسية للاستثمار الدولي" (InvestInFrance).  وهي تتمتع بصفة مؤسسة عامة تحت إشراف وزارة الاقتصاد والمالية ووزارة الخارجية والتنمية الدولية ووزارة التخطيط المكاني الريفي وتنمية الأراضي . يقع مقرها الرئيسي في شارع سان جاك في الدائرة الرابعة عشرة في باريس .
رئيس مجلس إدارة بيزنس فرانس هو باسكال كاجني والمدير العام هو لوران سان مارتن .
ينقسم عمل بيزنس فرانس إلى أربعة ركائز رئيسية:
- تعزيز الصادرات الفرنسية.
- تعزيز الاستثمارات الداخلية إلى فرنسا.
- إتاحة فرص التدريب الدولي في الشركات الفرنسية في الخارج، وهو مفتوح أيضًا للمرشحين من المنطقة الاقتصادية الأوروبية. ويتم ذلك من خلال برنامج تدريب دولي يسمى VIE، وهو اختصار لـ "Volontariat International en Entreprises" أي "التطوع المؤسسي الدولي".
- تعزيز صورة فرنسا كدولة تجارية. [2]

في 1 يناير 2015، اندمجت "يونيفرانس" و "الوكالة الفرنسية للاستثمار الدولي"  وأصبحت "بيزنس فرانس". 

## الحوكمة

### مجلس إدارة
يتم إدارة الوكالة من قبل مجلس إدارة مكون من ستة عشر عضوًا يتألف من:
- 1 نائب في الجمعية الوطنية الفرنسية
- عضو مجلس الشيوخ الفرنسي 1
- 3 ممثلين حكوميين
- 3 أعضاء في المجلس الإقليمي
- 5 خبراء اقتصاديين
- 3 ممثلين للموظفين

## روابط خارجية
- بيزنس فرانس (بالفرنسية)